# The Guest
Pour les articles homonymes, voir Guest.
Pour plus de détails, voir Fiche technique et Distribution.
The Guest est un thriller psychologique américain monté et réalisé par Adam Wingard sorti en 2014.

## Synopsis
Un jeune homme s'invite dans une famille, se présentant comme le meilleur ami de leur fils mort pendant la guerre en Afghanistan. 

## Fiche technique
- Titre original : The Guest
- Réalisation : Adam Wingard
- Scénario : Simon Barrett (en)
- Direction artistique : Thomas S. Hammock
- Décors :
- Costumes :
- Montage : Adam Wingard
- Musique : Steve Moore (en)
- Photographie : Robby Baumgartner
- Son : Andy Hay
- Production : Keith Calder et Jessica Wu
- Sociétés de production : Snoot Entertainment
- Sociétés de distribution : Picturehouse (USA)
- Pays d’origine :  États-Unis
- Langue originale : Anglais
- Format : couleur - 2,35:1 - son Dolby numérique
- Genre : Thriller psychologique
- Durée : 99 minutes
- Dates de sortie : 
  - États-Unis : 17 janvier 2014 (festival du film de Sundance 2014) ; 17 septembre 2014 (sortie nationale)
  - Royaume-Uni : 5 septembre 2014

## Distribution
- Dan Stevens : David Collins
- Leland Orser : Spencer Peterson
- Sheila Kelley : Laura Peterson
- Maika Monroe : Anna Peterson
- Brendan Meyer : Luke Peterson
- Lance Reddick : Major Richard Carver
- Joel David Moore : Craig
- Candice Patton : le sergent Halway
- Ethan Embry : Higgins
- Jesse Luken : Drew
- Chase Williamson : Zeke Hastings

## Distinctions

### Nominations et sélections
- Festival international du film de Toronto 2014 : sélection « Midnight Madness »

- Film Independent's Spirit Awards 2015 : meilleur montage pour Adam Wingard